# 나의 노래는 멀리멀리
《나의 노래는 멀리멀리》는 2019년 대한민국의 다큐멘터리 영화이다. 현진식이 감독을 맡았으며, 지적장애 기타리스트 김지희와 그의 어머니 이순도를 주인공으로 하고있다. 2019년 제천국제음악영화제에서 처음 공개되었으며 2019년 10월 3일 극장에 개봉하였다.